# Aeroporti di Roma
Aeroporti di Roma SpA  (abrégé ADR ) est une société italienne qui assure la gestion des deux aéroports de la capitale italienne :
- l'aéroport Leonardo da Vinci-Fiumicino, dans le Grand Rome, près de la mer,
- l'aéroport de Rome Ciampino,

depuis leur privatisation en 1997.
Le siège social de la société est situé à l'aéroport Leonardo da Vinci-Fiumicino. C'est le plus important opérateur italien et le cinquième en Europe par le nombre de voyageurs, 49,4 millions en 2019 vers 270 destinations dans le monde et un fret de 218.000 tonnes.
"Leonardo da Vinci" est l'aéroport "Hub" de référence pour le trafic international et intercontinental. "Giovan Battista Pastine" (Ciampino) est l'aéroport dédié aux compagnies low cost et au fret aérien, notamment les "colis express" et au trafic de l'Aviation Générale : vols d'État, humanitaires et de la Protection civile.

## Histoire
Aeroporti di Roma - ADR S.p.A. a été créé officiellement en 1974 sous la raison sociale « Aeroporti di Roma - Société pour la Gestion du Système Aéroportuaire de la Capitale S.p.A » à la suite de la Loi 755/1973 qui imposa qu'une société publique contrôlée par l'IRI - Institut pour la Reconstruction Industrielle comme concessionnaire exclusif de la gestion du système aéroportuaire romain, comprenant l'Aéroport Léonard-de-Vinci de Rome Fiumicino et l'Aéroport international de Rome Ciampino. La société avait également un objectif précis de développement des infrastructures de l'aéroport de Fiumicino. La société appartenait au groupe public Italstat, filiale de l'IRI.
L'Aéroport de Ciampino a été inauguré en 1916. À l'origine, c'était une base militaire pour les ballons dirigeables. C'est de cette base que le ballon semi-rigide Norge, conçu par l'ingénieur aéronautique italien Umberto Nobile et produit par la société "SCA - Stabilimento Construzioni Aeronautiche" en 1926, réalisa le premier survol du pôle nord le 12 mai 1926.
Ciampino sera le principal aéroport de la capitale italienne jusqu'au 15 janvier 1961, lors de l'inauguration officielle de l'aéroport de Fiumicino, baptisé Leonardo da Vinci.
Le 12 février 1974, avec la création de la société Aeroporti di Roma SpA, toutes les activités aéroportuaires ont été réunies sous la direction d'un opérateur unique qui acquiert le statut de concessionnaire exclusif pour la gestion et le développement du système aéroportuaire de la capitale italienne. En 1983, Italstat transfère la société Aeroporti di Roma SpA à Alitalia, autre filiale de la holding publique d'Etat IRI.
En 1994, sous la pression de la Commission Européenne, la société passe sous le contrôle de Aeroporti di Roma Holding, une société non filiale directe du groupe IRI, contrôlée par Cofiri&Partners à 51% (JV entre IRI-Cofiri 50% et Lehman Brothers 50%), Fintecna à 47,71% et la Chambre de Commerce de Rome à 1,29%,.
En juillet 1997, la Commission Européenne impose la privatisation des activités aéroportuaires. Le gouvernement italien engage la privatisation de la société Aeroporti di Roma S.p.A, en vendant 45% du capital à travers une OPV (Offre Publique de Vente), réservée aux investisseurs institutionnels italiens et étrangers. La privatisation s'est terminée en 2000, avec la cession de toutes les participations détenues directement par l'Etat italien. Le Groupement Leonardo, conduit par Gemina (42%), Falck (31%), Italpetroli (16%) et Impregilo (11%) s'adjuge les 51,2% restants pour la somme de 2.569,4 milliards de £ires (soit 1,3 milliard €uros, valeur 2000),.
En 1999, à la suite du D.P.C.M. (Décret du Président du Conseil des Ministres) du 25 février fixant les «Procédures de vente de la participation indirecte de l'État dans la société Aeroporti di Roma S.p.A.», conformément à l'art. 1, § 2, de la loi du 14 novembre 11.1995, n° 481, les procédures de cession de la participation encore détenue par l'IRI dans Aeroporti di Roma ont été arrêtées. ADR a créé Aeroporti di Roma Handling S.p.A. avec la société Menzies Aviation, pour les activités de rampe, d’assistance aux passagers, d’équilibrage des avions et de coordination opérationnelle. Cette société a été cédée en 2005 au groupe Flightcare qui l'a renommée Flightcare Italia S.p.A. qui l'a revendue en 2012 à l'entrepreneur italien Roberto Sartori, spécialiste de ce type d'activité avec la société Globeground. Il fusionne les entreprises Globeground et Flightcare Italia dans Groundcare S.p.A.. En décembre 2014, la société est reprise par Aviation Services.

## Le groupe Aeroporti di Roma - ADR
Le groupe ADR est composé de plusieurs sociétés directement contrôlées par ADR :
- ADR Assistance S.r.l.,
- ADR Engineering S.p.A.,
- ADR Tel S.p.A.,
- ADR Sviluppo S.r.l.,
- Airport Invest BV.

### Participations détenues par ADR
Les principales participations détenues par le groupe ADR figurant au bilan 2019, sont :
- SPEA Engineering S.p.A. (20%)
- Pavimental S.p.A. (20 %)
- S.A.CAL. S.p.A. (9,229%)
- Aeroporto di Genova S.p.A.[6] (15%)
- Leonardo Energia Srl (10%)
- Azzurra Aeroporti S.p.A. (7,77%)

La société a aussi été actionnaire minoritaire d'Airports Company South Africa de 1998 à 2005.

### Caractéristiques de ADR
ADR dispose de 2 aéroports : 
- Fiumicino qui comprend 2 terminaux et 3 pistes,
- Ciampino avec 2 terminaux et 1 piste.

Le chiffre d'affaires s'est élevé à 9441,5 millions d'€uros en 2019.

## Prix et récompenses
- Aeroporti di Roma a reçu le prix Best Airport in Europe, dans la catégorie plus de 40 millions de passagers annuels, décerné par l'ACI - Airport Council International en 2017 et 2018.
- Aeroporti di Roma a reçu le prix Best Airport Award décerné par l'ACI - Airport Council International en 2018 et 2019.